# Радіоспектроскопія галактик
Галактики досліджуються в усіх діапазонах електромагнітного випромінювання. Радіодіапазон є основним після оптичного, у якому атмосфера Землі прозора. Тому багато небесних тіл, у тому числі галактик, досліджуються гігантськими наземними радіотелескопами. Ще в 1950-х були відкриті радіогалактики. Їх радіозображення часто показують характерні джети і вуха, що свідчить про активність ядер радіогалактик. Радіопотік галактик з активними ядрами часто змінний, зокрема у деяких радіогалактик спостерігаються надсвітлові рухи джетів. Значна частина АЯГ різних типів є радіогучними, тому їх радіоспектроскопії присвячено багато робіт. Радіоспектроскопічні дослідження проводились також для нормальних галактик у наступних роботах: